# 센가이 기본
센가이 기본(일본어: 仙厓 義梵)는 일본 에도 시대의 임제종 고월파의 선승이자 화가이다. 선(禪)의 맛이 넘치는 회화 작품을 많이 남겼다.

## 개요
간엔 3년(1750년) 농민 이토 신파치의 아들로 미노 무의군에서 태어났다. 11세 무렵에 청태사에 들어가 임제종 고월파의 법을 이은 고인 엔코(空印円虚, 1704-1784)에게서 득도하고, 임제종 승려가 되었다. 19세 때, 무사시 구라키 군의 나가타(가나가와)의 도키안(東輝庵)에 살고 있는 게쓰센 센에(月船禅彗, 1702-1781) 아래에서 수행을 시작하여, 그 후 인가를 받고, 게쓰센이 입적한 덴메이 원년(1781년) 32세의 나이로 도키안을 나와 행각승의 길에 올랐다. 39세 때부터 하카타의 사찰 세이후쿠지의 盤谷紹適의 법사가 되었다. 그리고 세이후쿠지의 주지를 23년 동안 맡았으며(잠시 물러난 때도 있었다) 88세의 나이로 입적할 때까지 선의 경지를 표현한 많은 그림들을 남겼다. 덴포 8년(1837년) 10월 7일에 입적, 훗날 덴포 12년(1841년) 닌코 천황으로부터 「보문원통선사」(普門円通禅師)의 시호를 받았다. .
센가이 기본이 본격적으로 그림을 그리기 시작한 것은 그의 나이 40대 후반이 되고 나서로 보인다. 센가이 기본의 그림은 생전부터 이미 인기가 많았고, 그림 한 장을 얻기 위해 찾아오는 손들이 끊이지 않았다. 83세 때 정원에 '절필비'를 세우고 더 이상 그림을 그리지 않겠다는 선언을 했지만 결국 이마저도 그만두었고, 만년까지 작품을 남겼다.
일본에서는 쇼와 초기에 '센가이 붐'이라고도 불릴 만큼 센가이 기본에 대한 연구열이 높아진 시기가 있었고, 센가이 기본의 것이라 전하는 많은 그림들이 일본 각지에서 발견되어 그 일화나 논설이 난립했다. 센가이 기본의 그림을 소장한 수집가로써는 이데미츠 사조(出光佐三)가 널리 알려졌는데, 그의 컬렉션은 일본 도쿄의 이데미츠 미술관에 수장되어 있다.
2022년 5월 21일 영청문고의 「센가이 월드 ―또 와서 웃어라! 센가이 씨의 Zen Zen 선화」전 등 일본 각지에서 전람회가 개최되고 있다.

## 조사부사자사손사(祖死父死子死孫死)
어느 해의 정월 초하루, 지쿠젠 구로다 번의 어느 관리가 세이후쿠지에 새해 참배를 갔다가 센가이 기본에게 「뭔가 덕담 한 말씀 써 주시지요」라고 의뢰했다. 센가이 기본은 그러지요, 하고 대답하고는 그 자리에서 ‘조사부사자사손사’(祖死父死子死孫死)라고 썼다. '할아버지가 죽고, 아버지가 죽고, 아들이 죽고, 손자가 죽는다'라는 뜻이었다. 관리는 보고 화가 나서 "덕담을 써 달랬더니 이게 뭡니까. 이거 좀 너무하신 거 아닙니까?"라고 분노했다. 그러자 센가이 기본은 다음과 같이 말했다. "그렇소? 먼저 노인이 죽고, 다음으로 아버지가 죽고, 다음으로 아들이 죽고, 그다음에 손자가 죽는다. 이렇게 순서에 맞게 죽음을 맞는다면 집안에 요절하는 슬픔이 없다는 것이니, 이렇게 경사스러운 일이 또 있겠소?」

## 에피소드
센가이 기본은 자유분방한 삶의 방식으로도 알려져 있으며, 교카라 불리는 노래도 많이 남겼다. 유명한 것으로는 미노에서 신임 가로 악정을 행하자 이를 두고 "よかろうと思う家老は悪かろう　もとの家老がやはりよかろう"라는 교카를 읊었다. 훗날 미노에서 쫓겨나게 되었을 때는 미노 국과 도롱이를 가사로 하여 "から傘を広げてみれば天が下　たとえ降るとも蓑は頼まじ"라고 읊었다.
또, 그림을 의뢰하러 오는 자가 끊이지 않는 것에 대해서도, 「피곤하구나 내가 숨어 사는 이 집이 측간(雪隱)인가 오는 사람마다 종이를 놔두고 가네」(うらめしや　わがかくれ家は雪隱か 来る人ごとに紙おいてゆく)라고 모두가 와서 종이를 놓고 가는 것을 두고 센가이 기본 자신의 집을 측간(화장실)에 의지한 교카를 남기고 있다.
사세의 말은 "죽을 수 없는데"(死にとうない)라고 했다는 일화가 있다. 다만, 같은 일화는 잇큐 소준에게도 있다.

## 대표작
- ○△□ 그림 ( 이데미츠 미술관 ) 종이본 묵화
- 사츠키 후부쿠로 화찬 (이데미츠 미술관) 종이본 묵화
- 도요 가타 · 한산 습득도 병풍 (환 주암 ) 종이본 묵화 6곡 1쌍 분정 5년( 1822년 )

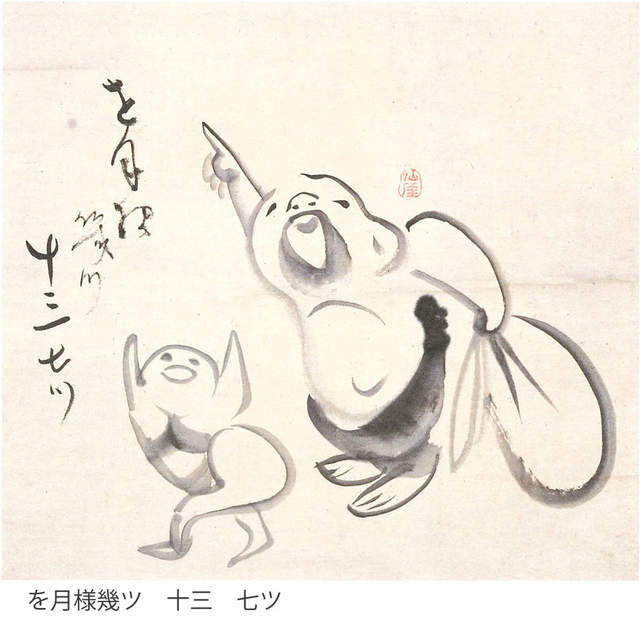
「손가락으로 달을 가리키는 포대」
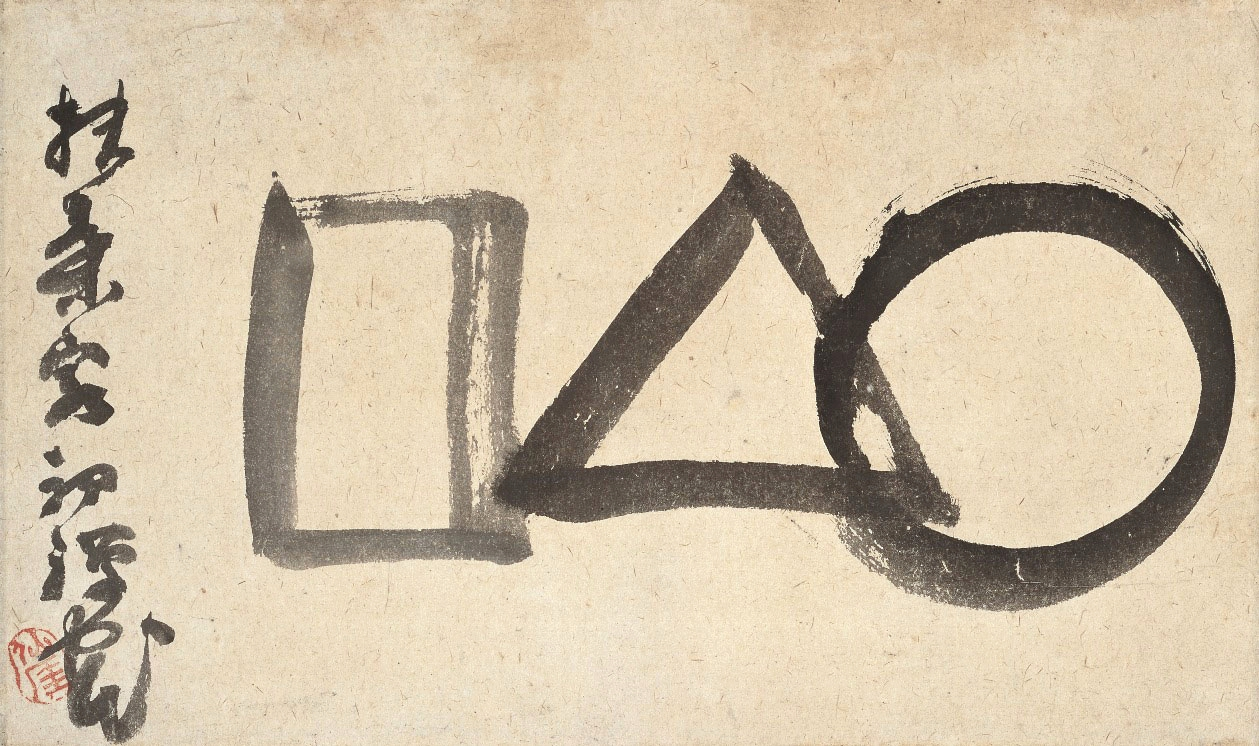
「 ○△□ 」 이데미츠 미술관 소장
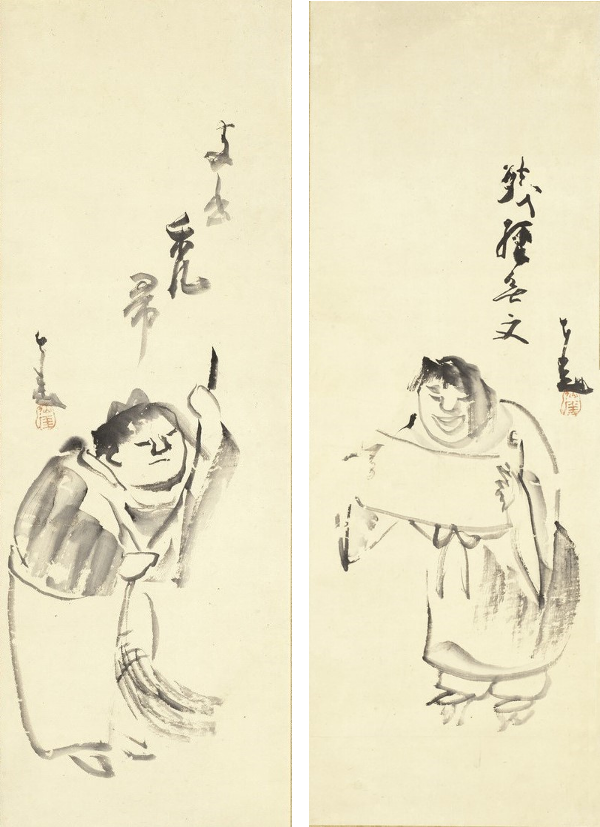
「한산습득도」
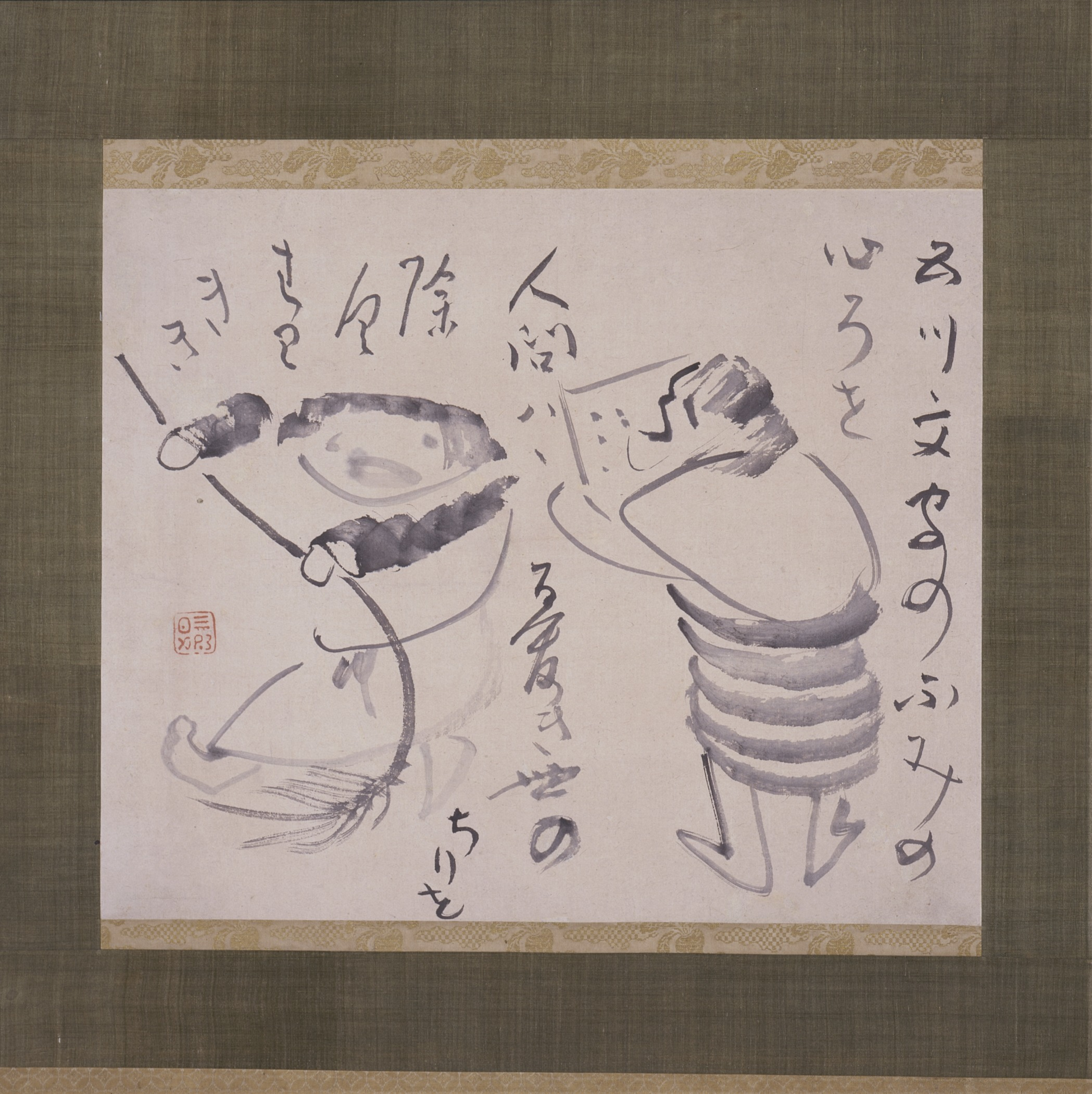
「한산습득도」
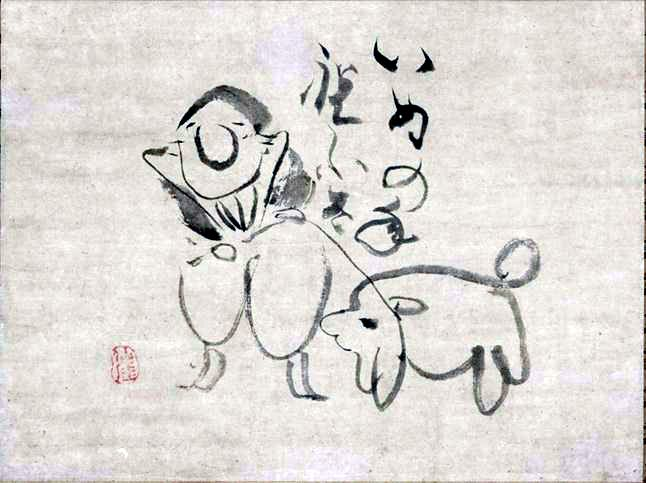
「개의 새해 맞이」

### 내용주
1. ↑  이것은 아버지가 죽고 아들이 죽고 손자가 죽는다(親死子死孫死) 라는 설도 있다. 또한 무로마치 시대의 선종 승려 잇큐 소준의 일화로 알려져 있기도 하다.[7]

### 참조주
1. 1 2  “僊厓義梵(せんがいぎぼん)　年表”. 《聖福寺》. 2024년 11월 3일에 확인함.
2. 1 2 3 4  〈仙厓義梵〉. 《デジタル版 日本人名大辞典+Plus》 (일본어). 2024년 11월 3일에 확인함 – コトバンク 경유.
3. ↑  衛藤吉則、石上敏、村中哲夫 (2006년 8월 21일). 《西日本人物誌 [8] 仙厓》. 財団法人日本野鳥の会. 16쪽. 다음 글자 무시됨: ‘和書’ (도움말);
4. 1 2  中山 1992.
5. 1 2 3  中山 2003.
6. ↑  “ARTAGEND-仙厓ワールド―また来て笑って！仙厓さんのZen Zen禅画―”. 《永青文庫》. 2024년 11월 3일에 확인함. 다음 글자 무시됨: ‘和書’ (도움말)
7. ↑  《禅の本　無と空の境地を遊ぶ悟りの世界》. 学習研究社. 1992. 27쪽.
8. ↑  “あたりまえ | 法話と禅語 | 是心寺住職　辻良哲”. 《臨黄ネット》. 2011년 5월 1일. 2024년 11월 3일에 확인함.
9. ↑  向谷匡史 (2016). 《名僧たちは自らの死をどう受け入れたのか》. 青春新書インテリジェンス. 15쪽. 다음 글자 무시됨: ‘和書’ (도움말)

## 참고문헌
- 8 (1988). 《出光美術館蔵品図録 仙厓》. 平凡社. ISBN 4-582-21825-3. 다음 글자 무시됨: ‘和書’ (도움말)8 (1988). 《出光美術館蔵品図録 仙厓》. 平凡社. ISBN 4-582-21825-3. 다음 글자 무시됨: ‘和書’ (도움말)
- 中山喜一郎 (2003). 《仙厓の○△□：無法の禅画を楽しむ法》. 弦書房. ISBN 4902116014. 다음 글자 무시됨: ‘和書’ (도움말)中山喜一郎 (2003). 《仙厓の○△□：無法の禅画を楽しむ法》. 弦書房. ISBN 4902116014. 다음 글자 무시됨: ‘和書’ (도움말)
- 中山喜一郎 ・ 福岡美術館 (1992년 1월 16일). 《仙厓 : その生涯と芸術》. 福岡市美術館協会. 다음 글자 무시됨: ‘和書’ (도움말);
- 森本哲郎 (2000). 《この言葉！》. PHP新書. 72-74쪽. ISBN 978-4-569-60961-4. 다음 글자 무시됨: ‘和書’ (도움말)森本哲郎 (2000). 《この言葉！》. PHP新書. 72-74쪽. ISBN 978-4-569-60961-4. 다음 글자 무시됨: ‘和書’ (도움말)
- 4 (1996). 《死にとうない 仙厓和尚伝》. 新潮文庫. ISBN 978-4101454214. 다음 글자 무시됨: ‘和書’ (도움말); 필요 이상의 변수가 사용됨: |성= 및 |last= (도움말)4 (1996). 《死にとうない 仙厓和尚伝》. 新潮文庫. ISBN 978-4101454214. 다음 글자 무시됨: ‘和書’ (도움말); 필요 이상의 변수가 사용됨: |성= 및 |last= (도움말)
- 3; 泉武夫 (1995). 《水墨画の巨匠 第七巻 白隠・仙厓》. 講談社. ISBN 4-06-253927-6. 다음 글자 무시됨: ‘和書’ (도움말); 필요 이상의 변수가 사용됨: |성= 및 |last= (도움말)3; 泉武夫 (1995). 《水墨画の巨匠 第七巻 白隠・仙厓》. 講談社. ISBN 4-06-253927-6. 다음 글자 무시됨: ‘和書’ (도움말); 필요 이상의 변수가 사용됨: |성= 및 |last= (도움말)

## 같이 보기
- 白隠慧鶴
- 도경 혜단
- 세키시 무게가와 고향관 - 출생지의 무의 군 타카노무라 (현· 세키시 )에 있는 자료관. 센케이의 작품을 중심으로 전시.